# Buddleja cordobensis
Buddleja cordobensis är en flenörtsväxtart som beskrevs av August Heinrich Rudolf Grisebach. Buddleja cordobensis ingår i släktet buddlejor, och familjen flenörtsväxter. Inga underarter finns listade i Catalogue of Life.